# Несветаева, Ольга Алексеевна
Ольга Алексеевна Несветаева (7 декабря 2000, Тамбов) — российская футболистка, вратарь тамбовской Академии футбола.

## Карьера
Первым клубом стала «Академия футбола». В 2020 году подписала контракт с московским «Локомотивом», но ни одного матча не провела.
В 2021 году перешла в «Рубин». 14 марта 2021 провела свой первый матч в Суперлиге. В «Рубине» выступала за основную и молодёжную команды. В мае 2023 года покинула «Рубин» и вернулась в «Академию футбола».

## Командная статистика
| Выступление      | Выступление      | Выступление      | Лига | Лига | Кубок | Кубок | Итого | Итого |
| Клуб             | Лига             | Сезон            | Игры | Голы | Игры  | Голы  | Игры  | Голы  |
| ---------------- | ---------------- | ---------------- | ---- | ---- | ----- | ----- | ----- | ----- |
| Академия футбола | первая           | 2016             | 11   | -8   | 2     | -2    | 13    | -10   |
| Академия футбола | первая           | 2017             | 12   | -9   | 2     | -3    | 14    | -12   |
| Академия футбола | первая           | 2018             | —    | —    | 2     | -7    | 2     | -7    |
| Академия футбола | первая           | 2019             | —    | —    | 2     | -12   | 2     | -12   |
| Академия футбола | Итого            | Итого            | 23   | -17  | 8     | -24   | 31    | -41   |
| Локомотив        | высшая           | 2020             | —    | —    | —     | —     | 0     | 0     |
| Локомотив        | Итого            | Итого            | —    | —    | —     | —     | 0     | 0     |
| Рубин            | высшая           | 2021             | 15   | -48  | 2     | -3    | 17    | -51   |
| Рубин            | высшая           | 2022             | 1    | -1   | —     | —     | 1     | -1    |
| Рубин            | высшая           | 2023             | —    | —    | —     | —     | 0     | 0     |
| Рубин            | Итого            | Итого            | 16   | -49  | 2     | -3    | 18    | -52   |
| Всего за карьеру | Всего за карьеру | Всего за карьеру | 39   | -66  | 10    | -27   | 49    | -93   |